# Carlsberg Challenge 1985
Die Carlsberg Challenge 1985 war ein professionelles Snooker-Einladungsturnier der Saison 1985/86. Das Turnier wurde im Juli 1985 in den RTÉ Studios im irischen Dublin ausgetragen. Sieger wurde der Engländer Jimmy White, der im Finale den Nordiren Alex Higgins mit 8:3 besiegte. White spielte zudem mit einem 122er-Breaks das höchste Break des Turnieres.

## Preisgeld
Sponsor des im Fernsehen übertragenen Turnieres war die Brauerei Carlsberg, die insgesamt 28.500 Pfund Sterling ausschüttete, von denen knapp zwei Fünftel auf den Sieger entfielen.
|              | Preisgeld |
| ------------ | --------- |
| Sieger       | 11.000 £  |
| Finalist     | 7.500 £   |
| Halbfinalist | 5.000 £   |
| Insgesamt    | 28.500 £  |

## Turnierverlauf
Zum Turnier wurden vier Spieler eingeladen, die im K.-o.-System um den Turniersieg spielten. Dabei wurden die Halbfinalspiele im Modus Best of 9 Frames ausgetragen, während das Endspiel über maximal 15 Frames ging.

|  | Halbfinale Best of 9 Frames | Halbfinale Best of 9 Frames |             |              | Finale Best of 15 Frames | Finale Best of 15 Frames |
|  |                             |                             |             |              |                          |                          |
|  |                             |                             |             |              |                          |                          |
|  | Jimmy White                 | 5                           |             |              |                          |                          |
|  | John Parrott                | 3                           |             |              |                          |                          |
|  |                             |                             | Jimmy White | 8            |                          |                          |
|  |                             |                             |             | Alex Higgins | 3                        |                          |
|  | Alex Higgins                | 5                           |             |              |                          |                          |
|  | Cliff Thorburn              | 4                           |             |              |                          |                          |
|  |                             |                             |             |              |                          |                          |

### Finale
Der Engländer Jimmy White stand zum zweiten Mal in Folge im Finale und traf auf den Nordiren Alex Higgins. Beide Spieler hatten relativ umkämpft den Finaleinzug geschafft; White hatte mit 5:3 seinen Landsmann John Parrott besiegt, während Higgins den Kanadier Cliff Thorburn im Decider besiegt hatte.
Auch wenn keine genauen Frameergebnisse vorliegen, ist bekannt, dass White mithilfe dreier Century Breaks das Endspiel mit 8:3 gewonnen hat.
| Finale: Best of 15 Frames RTE Studios, Dublin, Irland, Juli 1986 |                |              |
| Jimmy White                                                      | 8:3            | Alex Higgins |
| unbekannt                                                        |                |              |
| 122                                                              | Höchstes Break | –            |
| 3                                                                | Century-Breaks | –            |
| –                                                                | 50+-Breaks     | –            |

## Century Breaks
Während des Turnieres spielte Jimmy White drei Century Breaks:
- Jimmy White: 122, 110, 105